# Гарячі вуста
«Гаря́чі вуста́» (італ. Calde labbra) — італійський кінофільм 1976 року, еротична драма, поставлена режисером Демофіло Фідані з Леонорою Фані та Клодін Беккарі в головних ролях, а також італійськими акторами Софією Діонісіо та Розмарі Ліндт у другорядних ролях. В основі сюжету — історія про кохання між молодою дівчиною Франческою та її гувернанткою, Лізою, з якою її залишила мати.
Існує дві версії фільму: основна 86-хвилинна, яка вважається «легкою еротикою» та «жорстка» 70-хвилинна версія.

## Сюжет
Франческа — неспокійна та проблемна шістнадцятирічна дівчина, що живе з матір'ю, з якою у неї дуже конфліктні стосунки. В дитинстві дівчина застає своїх батьків під час сексу, через що, ставши дорослою, відчуває відразу до чоловіків.
Незадовго до Різдва жінка повинна поїхати у відрядження, тому довіряє Франческу молодій гувернантці, француженці Лізі. Після початкової взаємної недовіри між ними виникають все більш інтимні та співучасні стосунки, що призводить до того, що вони стають коханками. Однак, одного разу Франческу відвідує її подруга Моніка, і вона починає проводити весь свій вільний час з нею та хлопцем Моніки, Джанні, викликаючи ревнощі Лізи.

Леонора Фані (Франческа)
Софія Діонісіо[it] (грає Моніку), Леонора Фані (Франческа) та Клодін Беккарі[fr] (Ліза)
Клодін Беккарі (Ліза, ліворуч) та Леонора Фані (Франческа, праворуч)

## Акторський склад
| Актор             | Роль                                                   |
| ----------------- | ------------------------------------------------------ |
| Леонора Фані      | Франческа                                              |
| Клодін Беккарі    | гувернантка Лізу Брайль, з якою мати залишає Франческу |
| Софія Діонісіо    | Моніка, подруга Франчески                              |
| Розмарі Ліндт     | мати Франчески                                         |
| Вальтер Романьолі | Джанні, хлопець Моніки                                 |
| Жак Стані         | батько Франчески                                       |
| Габріелла д'Аміко |                                                        |
| Еміліо Рой        |                                                        |
| Дідьє Файя        |                                                        |

## Характеристика
Режисер фільму, Демофіло Фідані, найбільше відомий своїми спагеті-вестернами та гангстерськими фільмами, але цей фільм належить до другої частини його кар'єри. На той час популярність спагеті-вестернів пішла на спад і почали домінувати трилери, еротичні комедії та чиста еротика. Останньою кінокартиною, знятою Фідані, стала «Гарячі вуста».
Фільм був вироблений у двох версіях (70-хвилинній «жорсткій» та 86-хвилинній «м'якій»), що було пов'язано з легалізацією порнографії та спробою італійських кінокомпаній охопити додаткову аудиторію. Оригінальна, довга, версія фільму вважається легкою еротикою, однак вона перероблена з використанням жорстких вставок і сміливою лесбійською сценою.

Постільна сцена Фані та Клодін Беккарі

У фільмі закладено сапфічний сюжет кохання двох жінок. В той час, як Моніка (Софія Діонісіо) спокійно живе у стосунках зі своїм хлопцем, для Франчески (Леонора Фані) та Лізи (Клодін Беккарі) чоловік розглядається як джерело болю та насильства, якого вони зазнали впродовж свого життя. Лесбійство сприймається як єдине можливе рішення для задоволення сексуального та романтичного бажань. Стиль і розповідь є вишуканішими, ніж в попередніх еротичних фільмах Фідані, і в них присутній декаданське поєднання опису лесбійських стосунків, змішаного із психічними травмами та натяками з однієї сторони та соціальний протест з іншої.
У фільмі поєднуються два амплуа «юної» Леонори Фані та «зрілої» Клодін Беккарі, двох красунь, що репрезентують ефебічну тендітність особистостей на противагу пухкому та засмаглому тілу Софії Діонісіо. Усі три акторки взяли участь у сексплуатаційних сценах з повним оголенням, у тому числі: постільна сцена Франчески та Лізи в романтичній грі світла й тіні, сцена миття у ванній Франчески та Моніки, сцена онанізму Лізи під закадрове прочитання вірша Шарля Бодлера «Прокляті жінки» (фр. Femmes damnées), а також інші сцени.

## Прокат
В більшості країн фільм виходив в прокат під оригінальною італійською назвою (італ. Calde labbra). Також мали місце оригінальні назви в:
- США,  Велика Британія — англ. The French Governess;
- Франція — фр. Maîtresse à tout faire;
- Перу — ісп. Labios calientes: Excitación.

Фільм вийшов в прокат в Європі, Північні та Південній Америці:
- Італія — 13 квітня 1976 року;
- Велика Британія — 1977 року;
- Австралія — 1978 року;
- Франція — 29 квітня 1981 року (Париж).

Головною дистриб'юторською компанією в Італії стала Indipendenti Regionali.

## Критика
Редактор італійського кіножурналу Nocturno, Давіде Комотті, назвав фільм «витонченою еротичною драмою»:
|                                    | «Гарячі вуста» — це більш витончена еротична драма, ніж можна було б очікувати, враховуючи загальну постановку режисера, який тут максимально використовує обмежений бюджет, компенсуючи це першокласним жіночим акторським складом, проникливим використанням монтажу (навіть чергування), увага до естетики та аж ніяк не тривіальний сценарій. Оригінальний текст (італ.) Calde labbra è un dramma erotico più curato di quanto ci si potrebbe aspettare vista la produzione complessiva del regista, che sfrutta qui al meglio il budget ristretto compensandolo con un cast femminile di prim’ordine, un uso accorto del montaggio (anche alternato), una particolare attenzione all’estetica e una sceneggiatura nient’affatto banale. |
| — Давіде Комотті, журнал Nocturno, | |